# Interessengemeinschaft Nordbayerischer Zeitarbeitsunternehmen
Die Interessengemeinschaft Nordbayerischer Zeitarbeitsunternehmen (INZ) war ein 1987 gegründeter Arbeitgeberverband im Bereich Zeitarbeit, in dem zirka 330 Mitglieder organisiert waren. Er schloss sich 2005 mit der Mittelstandsvereinigung Zeitarbeit e. V. (MVZ) zum Arbeitgeberverband Mittelständischer Personaldienstleister zusammen.
Bedeutung gewann der Verband dadurch, dass sie nach der zum 1. Januar 2003 erfolgten Änderung des Arbeitnehmerüberlassungsgesetzes durch die Hartz-Reformen („Hartz I“) bereits im Februar 2003 unter ihrem Geschäftsführer Norbert Grünwald den ersten Flächentarifvertrag im Bereich Zeitarbeit mit der Tarifgemeinschaft Christlicher Gewerkschaften für Zeitarbeit und Personal-Service-Agenturen (CGZP) abschloss. Zu dem Zeitpunkt hatte sie nach eigenen Angaben um die 40 Mitgliedsunternehmen mit etwa 10.000 Beschäftigten. Das Lohnniveau lag um 40 % unter dem, was der Bundesverband Zeitarbeit BZA mit dem DGB bereits ausgehandelt hatte. Daraufhin unterzeichnete der BZA die Vereinbarung nicht, sondern handelte in der Folge mit dem DGB Tariflöhne aus, die in der untersten Lohngruppe um ein Drittel niedriger lagen als der gesetzliche Mindestlohn im Bauhauptgewerbe. Damit wurden Niedriglöhne in der Zeitarbeitsbranche etabliert und die Unternehmen begannen, die Arbeitnehmerüberlassung nicht mehr nur zum Abfedern von Auftragsspitzen zu nutzen, sondern Stammpersonal zu entlassen und Leiharbeiter dauerhaft zu beschäftigen. Auch die Anreize, betriebsbedingt entlassenes Personal bei erneutem Mitarbeiterbedarf nicht direkt, sondern nur als Leiharbeiter wieder einzustellen („Drehtüreffekt“), nahmen zu.
Mitglieder, die den Zusammenschluss mit der MVZ nicht mittragen wollten, organisierten sich 2004 in einem eigenen Arbeitgeberverband Qualifizierter Personaldienstleister Mercedarius e. V.
Im Mai 2012 stellten sich die abgeschlossenen Tarifverträge wegen der von Anfang an bestehenden Tarifunfähigkeit der CGZP als nichtig heraus.